# Johan Lundell
Johan August Lundell, född 25 juli 1851 i Kläckeberga socken i Kalmar län, död 28 januari 1940 på Samariterhemmets sjukhus i Uppsala, var professor i slaviska språk i Uppsala och blev banbrytande inom svensk dialektforskning genom att skapa landsmålsalfabetet. 

## Biografi
J.A. Lundell föddes 1851 i Kläckeberga utanför Kalmar. Han var son till Anders Andersson och Carolina Olsdotter. Han började läsa vid Uppsala universitet 1871 och blev filosofie kandidat 1876. Han började då intressera sig för svenska dialekter och 1878 skapade han landsmålsalfabetet. Samma år startade han tidskriften Svenska landsmål och svenskt folkliv och han var under många år tidskriftens redaktör. 1882 gifte han sig med Marie-Louise Jönsson. 
Samma år blev han docent i fonetik. År 1891 blev han professor i slaviska språk vid Uppsala universitet och 1893 hedersdoktor där. Lundell har utgett Lärobok i ryska språket (2 band, 1911–14). Från 1876 var han huvudredaktör för tidskriften Nyare bidrag till kännedom om de svenska landsmålen och svenskt folklif (från 1904 Svenska landsmål och svenskt folklif), där han bland annat offentliggjorde de viktiga avhandlingarna Det svenska landsmålsalfabetet (1879) och Om dialektstudier (1881). Bland hans övriga arbeten märks Om svenska folkmålens frändskaper och etnologiska betydelse (1880) och Svensk ordlista med reformstavning (1893). Hans energiska insatser i rättstavningsfrågan var av grundläggande betydelse (Om rättstafningsfrågan, 1886). Lundell var 1892–94 utgivare av skriftserien Svenska spörsmål och utgav tillsammans med Adolf Noreen 1899–1907 skriftserien För skola och hem. Varmt intresserad av ungdomens undervisning samt även pedagogiska frågor av olika slag, grundade han 1892 i reformatoriskt syfte tillsammans med Adolf Noreen Uppsala Enskilda Läroverk och 1894 Fackskolan för huslig ekonomi, och 1893 anordnade han tillsammans med Harald Hjärne och Adolf Noreen de senare fortsatta sommarkurserna vid Uppsala universitet.
1960 bytte Uppsala Enskilda Läroverk namn till Lundellska skolan efter sin främste tillskyndare.